# Центр дитячої та юнацької творчості Деснянського району
Центр дитячої та юнацької творчості Деснянського району м. Києва (ЦДЮТ) — державний позашкільний навчально-виховний заклад у Києві, підпорядкований упрівлінню освіти Деснянської районної в м. Києві державної адміністрації. Створений у 1988 році. З 1995 року відкрито філіал на Троєщині (вул. Каштанова, 5-а). 
Щороку в центрі займається близько 3 тисяч дітей у 52 гуртках за напрямками: науково-технічний, еколого-природничий, туристично-краєзнавчий, спортивний, художньої творчості, гуманітарний, дозвіллєвий. 
Вихованці мають змогу відвідувати гуртки і масові заходи у відділах художньої творчості, спортивно-оздоровчому, туристично-краєзнавчому, естетики побуту, біолого-екологічному, 
організаційно-масовому. Педагогічний колектив налічує близько 100 чоловік, з них: 58 мають вищу освіту, 1 кандидат технічних наук, 2 майстри спорту, 1 Заслужений артист України, 9 відмінників освіти України. Колективи беруть участь у багатьох фестивалях, конкурсах. 
З 10 різножанрових колективів — 5 мають звання «Зразкових», це — дівочий танцювальний ансамбль 
«Слов'яночка», танцювальний ансамбль «Радосинь», ансамбль спортивно-бального танцю «Фієста», інструментальний ансамбль «Гармонія», вокальна студія «Елегія»; 1 — Народний — спортивно-хореографічний ансамбль «Юність». Ансамбль «Слов'яночка» 2 роки займав призові (І-ІІ) місця на Всеукраїнському фестивалі «Барвистий віночок», ансамбль «Юність» 3 роки поспіль займав призові (І-ІІ) місця на Всеукраїнському конкурсі «Зоряний Сімеіз».
У ЦДЮТ діють два паспортизовані музеї: зразковий музей «Хата моєї бабусі» та «Історія Великої Вітчизняної війни у фронтових долях земляків». Музей «Історія Великої Вітчизняної війни у фронтових долях земляків» заснований у 1983 році, зареєстрований у 1998 році. В музеї є такі розділи експозиції: «Згадаймо всіх поіменно», «Війна і діти», «Літопис Великої Вітчизняної війни в біографії дідуся», діорама. Кількість експонатів: 1125, у тому числі основного фонду — 631. Площа музею становить 95 кв.м., фондосховища – 10 м². Серед експонатів основного фонду — листи, фронтові газети, особисті речі учасників бойових дій, нагороди, копії документів.
Музей «Хата моєї бабусі» заснований у 1993 році, зареєстрований у 1998 році. В музеї є такі розділи експозиції: «Українська оселя XIX століття», «Український костюм», «Український рушник». Кількість експонатів — 458, з них 325 — основного фонду. Музей займає дві кімнати площею 48 м². 
Щорічно тут проводиться понад 100 екскурсій, проходять також заняття з народознавства, тематичні свята.